# Stewart Talbot
Stewart Dean Talbot (Birmingham, 14 giugno 1973) è un allenatore di calcio ed ex calciatore inglese, di ruolo centrocampista.

## Carriera
Esordisce tra i professionisti nel 1994 all'età di 21 anni con il Port Vale allenato da John Rudge, che lo preleva dai semiprofessionisti del Moor Green. Qui gioca per 6 stagioni in seconda divisione, inizialmente da riserva (2 sole presenze nella sua prima stagione) e poi via via con frequenza maggiore, diventando titolare fisso a partire dalla stagione 1996-1997; rimane in squadra fino al termine della stagione 1999-2000, totalizzando complessivamente 154 presenze ed 11 reti in partite ufficiali (di cui 137 presenze e 10 reti nella seconda divisione inglese).
Nell'estate del 2000 viene ceduto al Rotherham Utd, in terza divisione; qui nella sua prima stagione mette a segno 5 reti in 38 presenze, contribuendo alla conquista della promozione in seconda divisione, categoria in cui gioca nei successivi 3 campionati (intervallati da un prestito in quarta divisione allo Shrewsbury Town nella stagione 2002-2003) per complessive 76 presenze e 3 reti. Dal gennaio del 2004 al termine della stagione 2004-2005 gioca invece in terza divisione con il Brentford, per complessive 52 presenze e 3 reti. Nell'estate del 2005 si trasferisce poi al Boston Utd, dove gioca per 2 stagioni in quarta divisione e per 2 ulteriori stagioni in serie inferiori (prima in Conference North e poi in Northern Premier League, ovvero sesta e settima serie, a causa di una retrocessione a tavolino nell'estate del 2007 ed un'ulteriore retrocessione sul campo l'anno seguente). Il 5 gennaio 2009 è per una partita anche allenatore ad interim del club: dopo la sconfitta per 5-0 subita contro il Nantwich Town nell'incontro in questione lascia però il club e va a chiudere la stagione al Kidsgrove Athletic nella Division One della Northern Premier League (ottava divisione).